# ハインリヒ4世 (リンブルフ公)

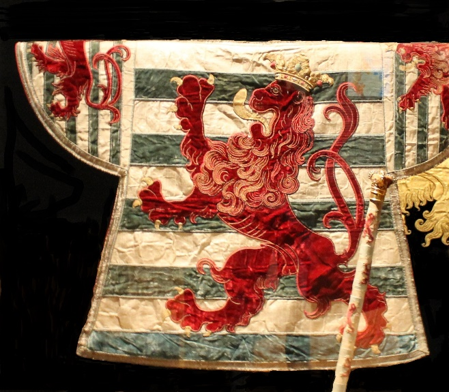
リンブルフ公の紋章があしらわれたタバード（陣羽織）（15世紀）

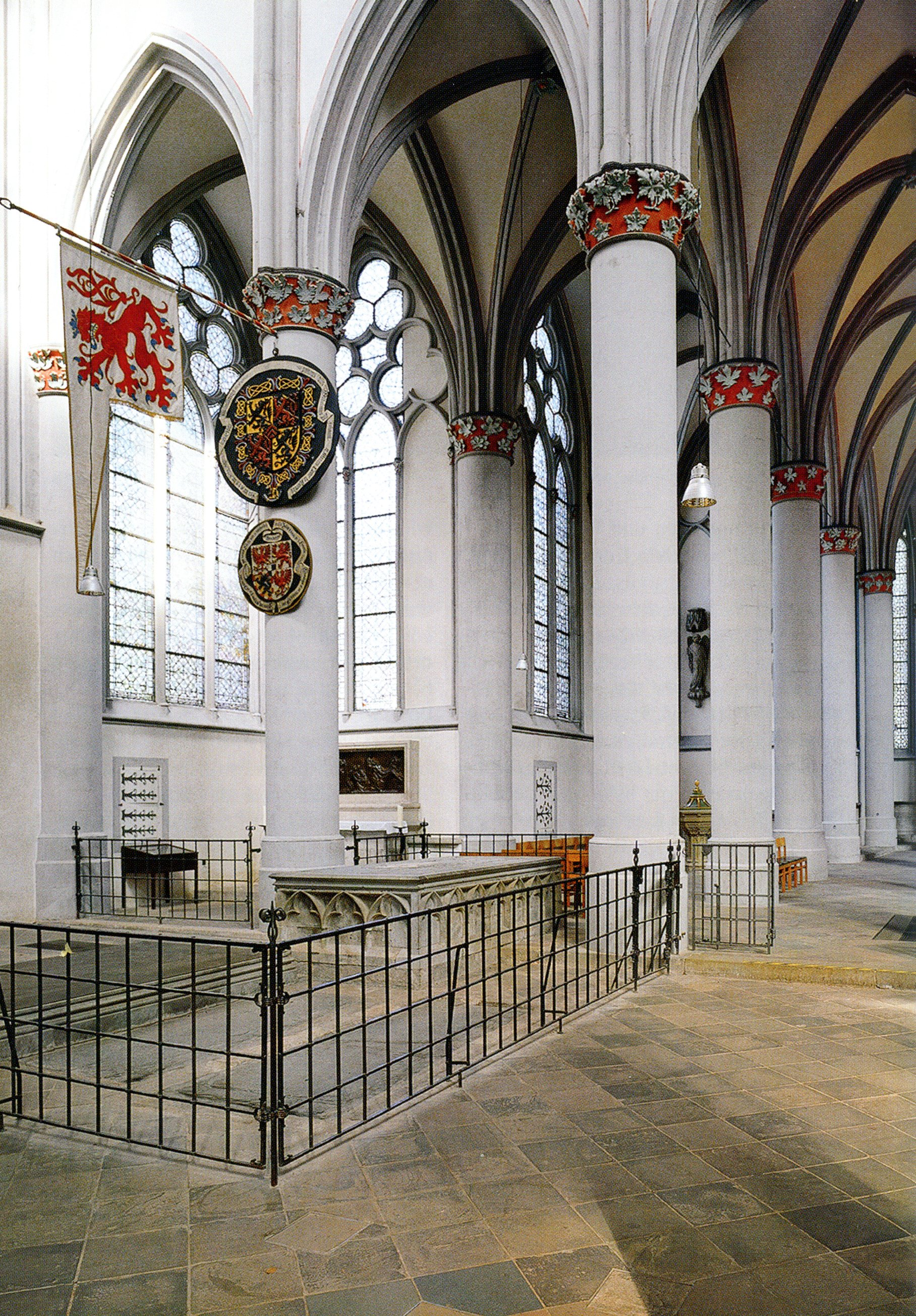
ベルク伯およびベルク公の墓所（アルテンベルク修道院教会）

ハインリヒ4世（Heinrich IV., 1195年 - 1247年2月25日）は、ベルク伯（在位：1225年 - 1247年）、リンブルフ公（在位：1226年 - 1247年）。リンブルフ公ヴァルラム3世と、ロレーヌ公フェリー1世の娘キュネゴンドの息子。

## 生涯

### ベルク伯領
モンシャウ領主であったが、ベルク伯アドルフ3世の娘で女子相続人であったイルムガルトと結婚した。アドルフ3世は1218年にダミエッタ包囲戦で戦死した。イルムガルトの叔父であるケルン大司教エンゲルベルトがベルン伯領を継承したため、イルムガルトとハインリヒはアドルフ3世の死後すぐには継承しなかった。エンゲルベルトは神聖ローマ皇帝フリードリヒ2世の主席顧問であり、ハインリヒとイルムガルトに地代を払いながら、ベルク伯領を生涯保持した。エンゲルベルトは1225年11月7日に暗殺され、ハインリヒはベルクを相続し、その少し後にリンブルフをも相続した。その後、ハインリヒはモンシャウを弟ヴァレラムに譲った。

### イゼンベルク
義兄にあたるフリードリヒ・フォン・イゼンベルクがケルン大司教エンゲルベルトの死の責任を問われたとき、ハインリヒは自ら関与を否定した。エンゲルベルトの死後、女子相続人であった妻のイルムガルトを通じて、ベルク伯領がハインリヒにもたらされた。義兄フリードリヒ・フォン・イゼンベルクが処刑され、その1年後にフリードリヒの妃であった姉ゾフィーが亡くなった後、ハインリヒは姉の子供たちの将来を気に掛け、姉の遺児らはリンブルフ公の宮廷で育てられた。また、その後20年間、遺児らの領地の多くを自らのものにしたマルク伯アドルフ1世に対して、軍事面で遺児らを支援した。

### 皇帝フリードリヒ2世
1228年、第6回十字軍に参加し聖地へ向かった。ドイツに戻った後、シュテディンガー十字軍に参加した。また、教皇との戦いにおいては皇帝フリードリヒ2世を支援した。そして、ブラバント公およびケルン大司教と共に、英国への使節としてイングランド王ヘンリー3世の妹イザベラを迎えに行くためフリードリヒ2世に派遣された。イングランドから戻った後、1235年7月20日のヴォルムスで行われた結婚式に出席した。

### リンブルフ＝レンネ伯領
また、1238年から1241年にかけて、ケルン大司教コンラート・フォン・ホーホシュターデンと対立した。その間ずっと、ハインリヒはイゼンベルク家の2人の甥ディートリヒとフリードリヒが伯領を取り戻すための戦いにおいて、人員と資金を提供し支援した。ハインリヒが派遣した人員は、イゼンベルク家の甥たちのために木製の要塞を建設し、後にレンネのシュレーペンベルク城の近くにリンブルクと呼ばれる高い要塞を建設した。ハインリヒ（母方の叔父）とオスナブリュック司教エンゲルベルト（父方の叔父）は、1243年5月1日にレンネ川の下流域に新たにつくられたリンブルク伯領の拠点において、イゼンベルク家の兄弟のため交渉を行った。

### リンブルフ公領
ハインリヒ4世は1247年2月25日に死去し、アルテンブルク修道院に埋葬された。孫娘のイルムガルトが1282年に死去した後、1288年にリンブルフ公領の継承をめぐってヴォーリンゲンの戦いが起こった。この戦いで勝利したブラバント公ジャン1世がリンブルフ公領とブラバント公領を統合した。

## 子女
ハインリヒ4世とイルムガルトとの間に2男が生まれた。
- ヴァルラム4世（? - 1279年） - リンブルフ公[2]
- アドルフ4世（1220年頃 - 1259年） - ベルク伯[2]